# 希尔罗斯 (科罗拉多州)
希尔罗斯（英語：Hillrose），是美国科罗拉多州摩根县下属的一座城市。建市于1919年5月20日，面积大约为0.218平方英里（0.565平方公里）。根据2010年美国人口普查，该市有人口264人。2011年估计该市有人口251人，相比2010年人口增长率为-4.92%。同时，论人口该市是科罗拉多州第229大城市。